# Creu de l'Hostal Vell
La Creu de l'Hostal Vell és una creu de terme de Sant Just Desvern (Baix Llobregat) inclosa en l'Inventari del Patrimoni Arquitectònic de Catalunya. La creu, d'origen antic, va ser enderrocada el 1868 i reconstruïda el 2008.

## Descripció
No s'ha conservat la totalitat del conjunt escultòric que configurava aquesta creu de terme abans del seu enderroc. Només disposem de la columna de sustentació, d'una pedra de la socalada, d'una part del nus i d'una imatge que presidia la creu. La creu pròpiament dita que seria, entre altres aspectes, l'element definidor de l'estil artístic del conjunt, no ha arribat als nostres dies. La columna està formada per sis blocs de pedra, de proporcions similars, de planta octogonal. Sota ells es disposava un altre bloc, a manera de base, de secció tronco-piramidal i base vuitavada, decorat amb motllures sobresortints que remarquen el perfil poligonal. El nus, continua amb el perfil de vuit cares, en cadascuna de les quals s'hi disposen figuretes en relleu de sants i evangelistes entre els que s'hi distingeix Sant Andreu i Sant Jaume. Quant a la imatge, aquesta representa la Verge dempeus amb el Nen als braços. La sobrietat de les motllures del basament i la tipologia de nus, amb figuretes com era habitual durant el període gòtic, però sense les filigranes decoratives i compositives d'aquell estil, fan pensar en un període sensiblement més avançat.

## Història
Antigament estava situada a l'edifici de l'Hostal Vell, actualment carrer de la Creu entre el carrer Baix i del Raval de la Creu. Aquesta creu va ser enderrocada l'any 1868 durant els esdeveniments del la Revolució de Setembre. Fins que va ser descoberta de nou, una part de la columna del conjunt, va romandre molts anys encastada en un mur del carrer de Miquel Reverter, prop de la cruïlla amb l'avinguda de la Indústria, en el llindar dels terrenys de Can Sagrera amb els de Can Aguilera. L'any 1990 en motius d'unes obres realitzades en aquell indret, les restes de la creu foren enretirades i dipositades a l'Arxiu Històric Municipal. La major part del capitell o magolla va estar molts anys dipositada a Can Diego (antic Hostal Vell o Hostal de la Creu) i després a la Biblioteca pública de Can Ginestar. També es conserva una petita imatge de la Verge, dempeus, que se suposa deuria presidir una de les cares de la creu. Aquesta imatge resta encastada a la part exterior de la capella del Sagrament de l'església parroquial.